# Zeppelin M-klasse
Zeppelin M-klasse var typebetegnelsen for 12 luftskibe bygget 1914-15 af Luftschiffbau Zeppelin med fabrikations-numrene LZ 24-LZ 37, alle med henblik på militære formål.
M-klassen var udviklet før udbruddet af 1. verdenskrig og i modsætning til de senere masseproducerede P-klasse, Q-klasse og R-klasse typer særlig kendetegnet ved åbne gondoler, 3 motorer, men 4 propeller, kasseformet halefinne og aluminium-zink legering anvendt i skelettet.
Følgende M-klasse zeppelinere blev leveret fra monteringshallerne i Friedrichshafen og Potsdam til den tyske kejserlige marine og det tyske kejserriges hær og forsynedes med taktiske numre:
| Marinen | Hæren |
| --- | --- |
| - LZ 24 - L 3 Friedrichshafen - LZ 27 - L 4 Friedrichshafen - LZ 28 - L 5 Friedrichshafen - LZ 31 - L 6 Friedrichshafen - LZ 32 - L 7 Friedrichshafen - LZ 33 - L 8 Friedrichshafen | - LZ 25 - Z IX Friedrichshafen - LZ 29 - Z X Friedrichshafen - LZ 30 - Z XI Potsdam - LZ 34 Potsdam - LZ 35 Friedrichshafen - LZ 37 Potsdam |

L 3 og  L 4 lettede 17. februar 1915 fra Fuhlsbüttel ved Hamborg på rekognoscering over den nordlige del af Nordsøen, men havarerede på tilbagerejsen samme aften under uforudset snevejr ved nødlanding på henholdsvis Fanøs nordstrand og Børsmose Strand, inden de kunne nå de 2 førstbyggede haller på luftskibsbasen i Tønder, der knapt nok var færdigbyggede, men havde et nødberedskab.
L 7 var fra 25. april 1915 den første zeppeliner stationeret i Tønder, indtil dens nedskydning og brand ved Horns Rev 4. maj 1916.

## Specifikationer
| Længde          | 158 m                    |
| Diameter (max.) | 14,9 m                   |
| Gasvolumen      | 22.470 m³ (18 gasceller) |
| Hastighed       | 80,6 km/t (22,4 m/s)     |
| Rækkevidde      | 2.200 km                 |
| Tophøjde        | 2 km                     |

De første i serien, heriblandt L 3, havde 3 stk. Maybach C-X motorer på hver 200 hk, samlet ydelse: 600 hk., mens de senere havde tungere 210 hk Maybach motorer. Dermed øgedes tomvægten fra 16,9 ton til 17,7 ton, mens nyttelasten reduceredes fra 9,2 ton til 8,4 ton.
Den sidste, LZ 37, havde en eksperimenterende halefinne og kaldtes også M2-klassen.
Som overgangsmodeller til Zeppelin P-klassen byggedes LZ 26 (eneste variant i N-klassen) med skelet af såkaldt duraluminium og LZ 36 (L 9) og LZ 39 af O-klassen, med længde 161,4 meter og volume 24.900 m³, hvormed en højde på 3 km. og 11 ton nyttelast kunne opnås med samme motorkraft.

## Eksterne links
- Les zeppelins de série m et m2 Arkiveret 5. september 2014 hos  Wayback Machine - lzdream.net
- Zeppelin-Militärluftschiffe: Entwicklungen bis Ende 1915 Arkiveret 19. oktober 2014 hos  Wayback Machine - suite101.de
- Differentiate Class of the Zeppelin series Arkiveret 16. oktober 2014 hos  Wayback Machine - wbs.ne.jp
- Zeppelin Class M/M2 - sas1946.com